# Shimon Ullman
Shimon Ullman (שמעון אולמן; Gerusalemme, 28 gennaio 1948) è un informatico israeliano, professore presso l'Istituto Weizmann. 
La principale area di ricerca di Ullman è lo studio della visione naturale e artificiale. In particolare, ha fornito contributi nel settore del riconoscimento facciale e ha avuto una serie di intuizioni chiave in questo campo, inclusa, con Christof Koch, l'idea che il sistema visivo dei mammiferi consista di una mappa di salienza visiva usata per regolare l'attenzione spaziale selettiva.

## Formazione
Ha conseguito il dottorato di ricerca presso il MIT nel 1977 sotto la supervisione del neuroscienziato David Marr.

## Premi e riconoscimenti
Ha ricevuto nel 2008 il premio "David E. Rumelhart" per i suoi contributi teorici nell'ambito delle Scienze cognitive. Nel 2014 ha ricevuto il premio EMET nel campo dell'informatica per i suoi contributi all'IA e alla visione artificiale.